# Cezary Mizia
Cezary Andrzej Mizia (ur. 1963) – polski duchowny, doktor teologii, wykładowca akademicki pracujący w Republice Czeskiej.

## Życiorys
Pochodzi ze Śremu. Absolwent Technikum Górnictwa Naftowego i Gazownictwa Ministerstwa Górnictwa i Energetyki w Pile i Wydziału Teologii Katolickiego Uniwersytetu Lubelskiego. W latach dziewięćdziesiątych XX wieku przebywał na terenie Czech i Słowacji pomagając tamtejszemu Kościołowi katolickiemu w organizacji życia parafialnego po aksamitnej rewolucji. W latach 1994–2003 prowadził zajęcia i wykłady na Katolickim Uniwersytecie Lubelskim oraz na Uniwersytecie Palackiego w Ołomuńcu. W 2002 roku otrzymał doktorat z teologii pastoralnej na Katolickim Uniwersytecie Lubelskim.
W latach 2003–2006 przebywał w Wielkiej Brytanii, gdzie początkowo był stypendystą, a następnie pracował jako kucharz i pracownik socjalny. Od 2006 roku przebywa na stałe w Czechach, gdzie jest pracownikiem naukowym Uniwersytetu Śląskiego w Opawie (OPF SU w Karwinie).
Był zakonnikiem, członkiem Zgromadzenia Księży Marianów Niepokalanego Poczęcia Najświętszej Maryi Panny. Pracował przy organizacji mariańskiego Wikariatu Czesko-Słowackiego św. Cyryla i Metodego. W latach 1992–1994 administrował parafią rzymskokatolicką w Nedašovie. W 1998 roku został proboszczem parafii rzymskokatolickiej św. Wojciecha w Pradze.
Od 2006 roku jest duchownym Kościoła Starokatolickiego w Republice Czeskiej. Pełnił funkcję księdza kooperatora w parafii starokatolickiej Šumperk i opiekował się powołaną w 2005 roku wspólnotą starokatolicką w Czeskim Cieszynie, do której przynależą zarówno Czesi, jak i Polacy. Od 2020 roku jako ksiądz kooperator prowadzi duszpasterstwo w parafii starokatolickiej Czeski Cieszyn (Czeski Cieszyn, Ostrawa).